# Campeonato Sergipano de Futebol de 1993
O Campeonato Sergipano de Futebol de 1993 foi a 70º edição da divisão principal do campeonato estadual de Sergipe. O campeão foi o Sergipe que conquistou seu 26º título na história da competição. O artilheiro do campeonato foi Pedro Costa, jogador do Itabaiana, com 27 gols marcados.

## Premiação
| Campeonato Sergipano de 1993 |
| Aracaju                      |
| ---------------------------- |
| Sergipe Campeão (26º título) |